# Ротенбург-на-Вюмме
Ротенбург-на-Вюмме (нем. Rotenburg) — район в Германии. Центр района — город Ротенбург. Район входит в землю Нижняя Саксония. Занимает площадь 2070,02 км². Население — 164 875 чел. Плотность населения — 79,6 человек/км².
Официальный код района — 03 3 57.
Район подразделяется на 57 общин.

## Города и общины
1. Бремерфёрде (19 169)
2. Гнарренбург (9567)
3. Ротенбург (22 111)
4. Шессель (12 935)
5. Фиссельхёфеде (10 659)

Управление Ботель
1. Ботель (2460)
2. Броккель (1377)
3. Хемсбюнде (1238)
4. Хемслинген (1589)
5. Кирхвальзеде (1295)
6. Вестервальзеде (775)

Управление Финтель
1. Финтель (2961)
2. Хельфезик (850)
3. Лауэнбрюк (2143)
4. Штеммен (928)
5. Фальде (732)

Управление Гестеквелле
1. Альфштедт (839)
2. Басдаль (1493)
3. Эберсдорф (1131)
4. Хипштедт (1323)
5. Эрель (1877)

Управление Зельзинген
1. Андерлинген (941)
2. Дайнштедт (699)
3. Фарфен (733)
4. Остерайштедт (985)
5. Раде (1125)
6. Зандбостель (816)
7. Зеедорф (603)
8. Зельзинген (3361)

Управление Зиттензен
1. Грос-Меккельзен (490)
2. Хамерзен (482)
3. Кальбе (565)
4. Клайн-Меккельзен (908)
5. Ленгенбостель (464)
6. Зиттензен (5586)
7. Тисте (876)
8. Фирден (820)
9. Вонсте (794)

Управление Зотрум
1. Ахаузен (1824)
2. Бётерзен (1083)
3. Хассендорф (1141)
4. Хельвеге (1097)
5. Хорштедт (1384)
6. Рессум (1769)
7. Зотрум (5999)

Управление Тармштедт
1. Бреддорф (1192)
2. Бюльштедт (713)
3. Хепштедт (1033)
4. Кирхтимке (985)
5. Тармштедт (3611)
6. Форверк (1096)
7. Вестертимке (637)
8. Вильштедт (1721)

Управление Цефен
1. Эльсдорф (2099)
2. Гихум (2411)
3. Хеслинген (4876)
4. Цефен (12 631)